# Paide (Estonia)
Paide (în germană Weißenstein) este capitala județului Järva, Estonia și în același timp, reședința comunei Paide. Orașul Paide a fost oraș component al Ligii Hanseatice. Orașul a fost locuit de germanii baltici.

## Gelerie de imagini

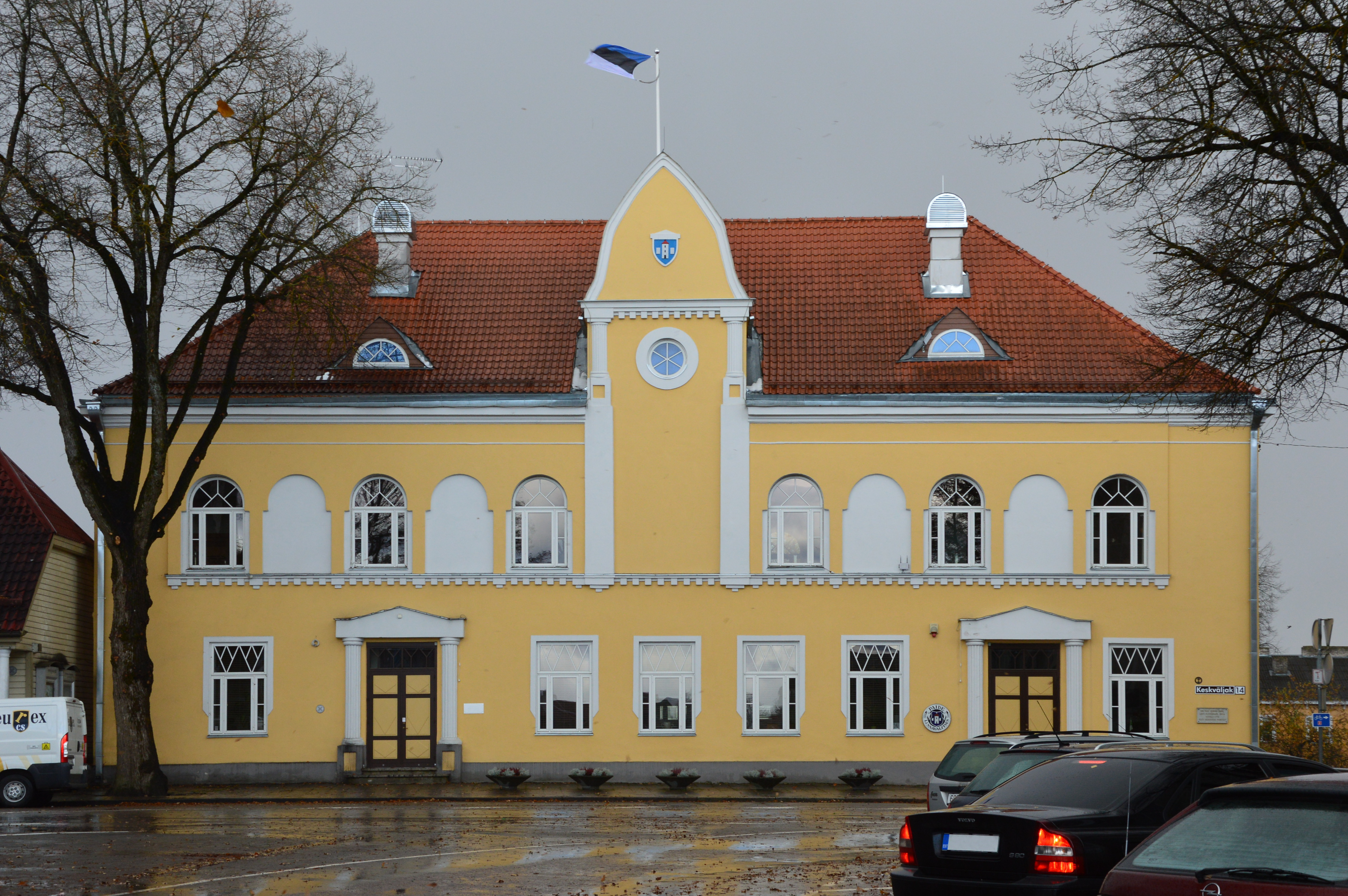
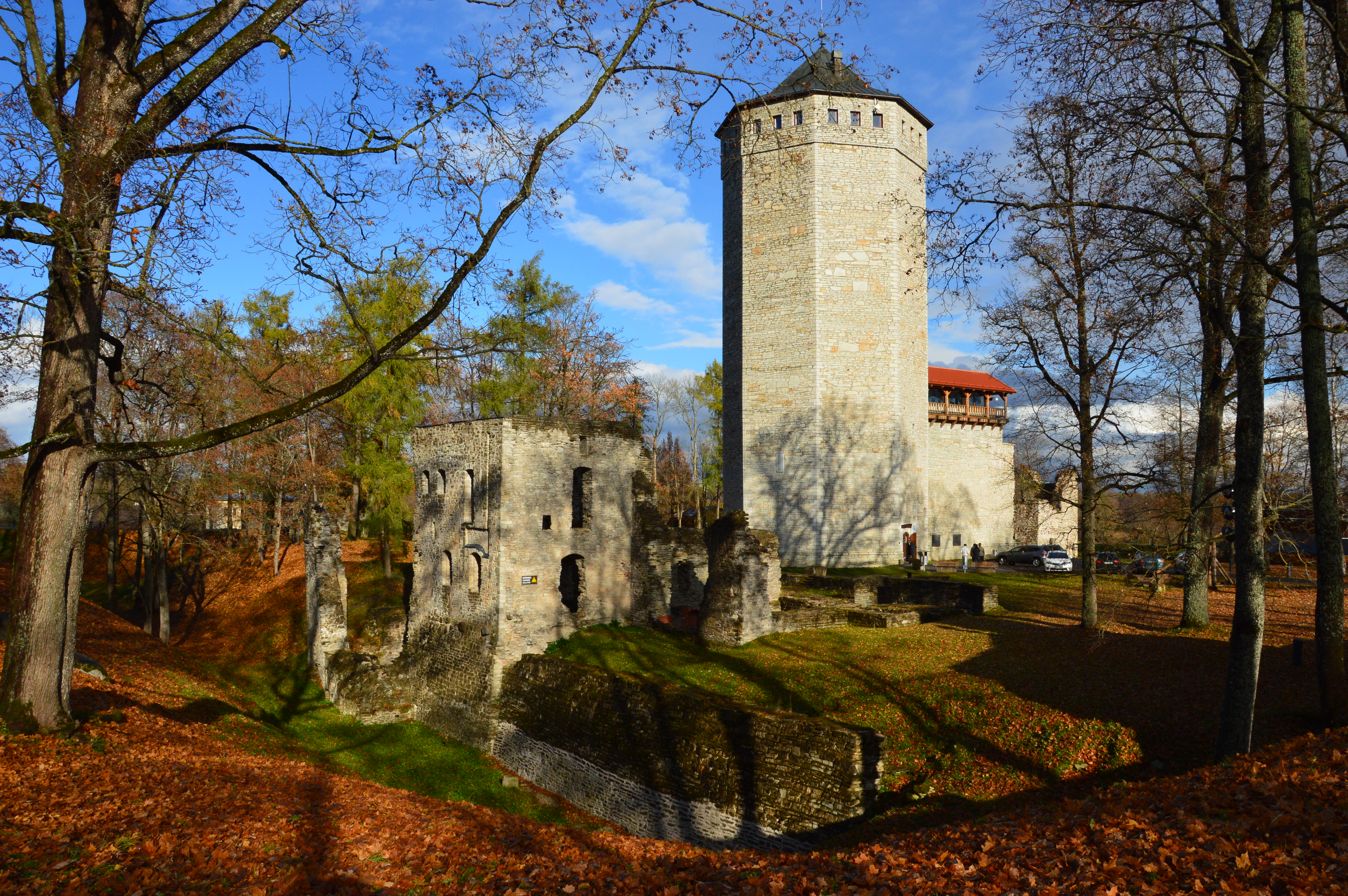
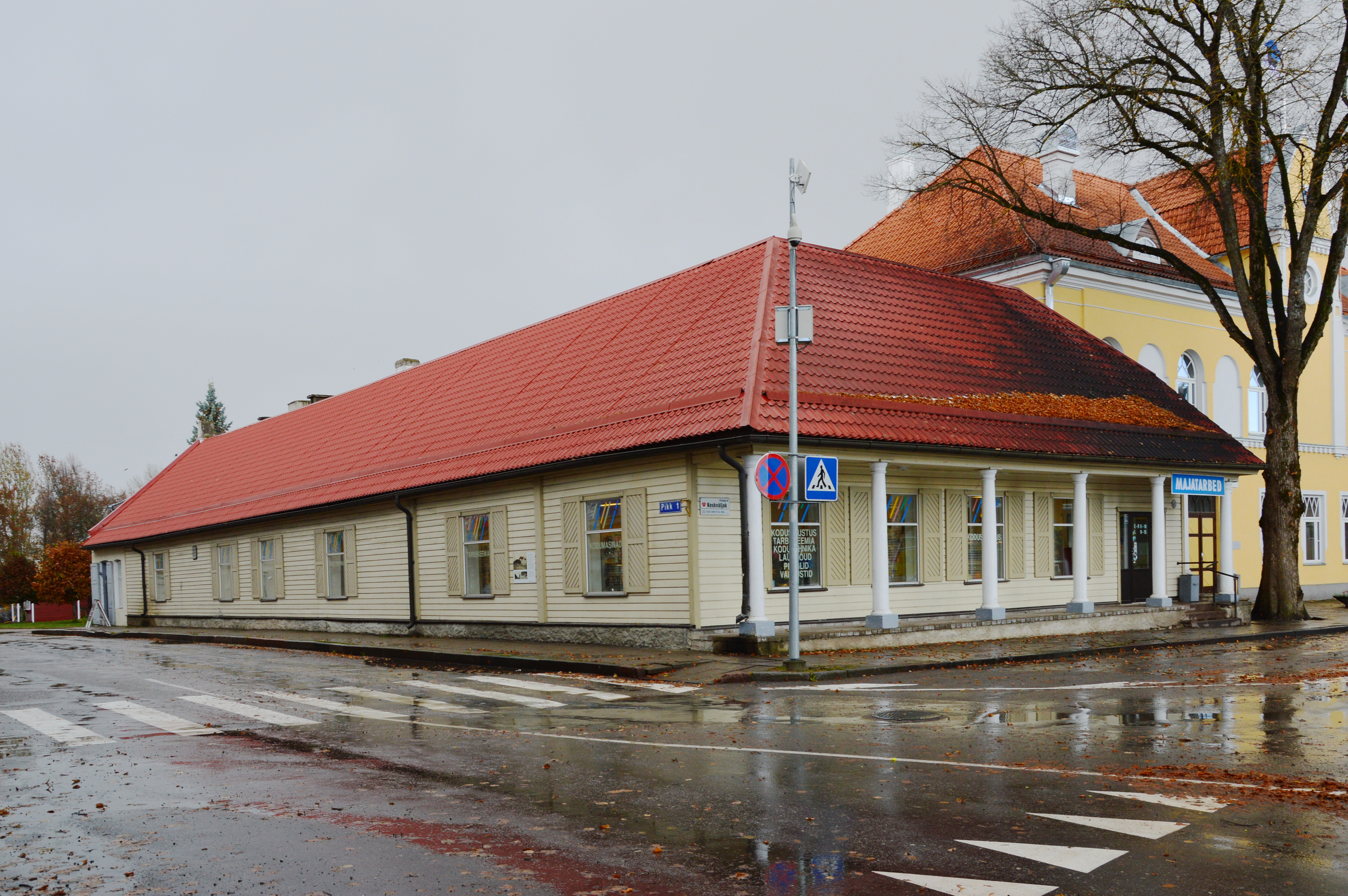
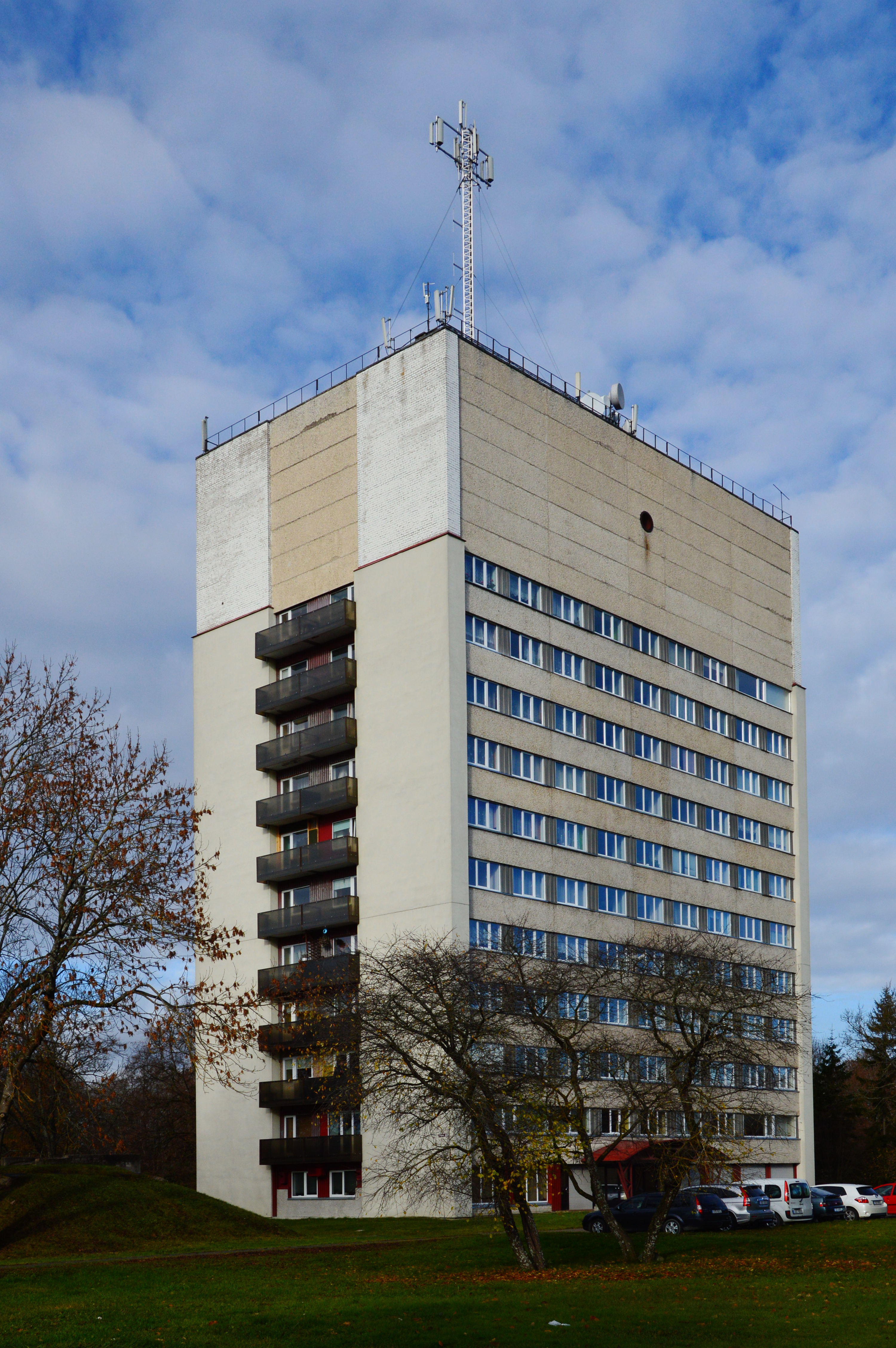
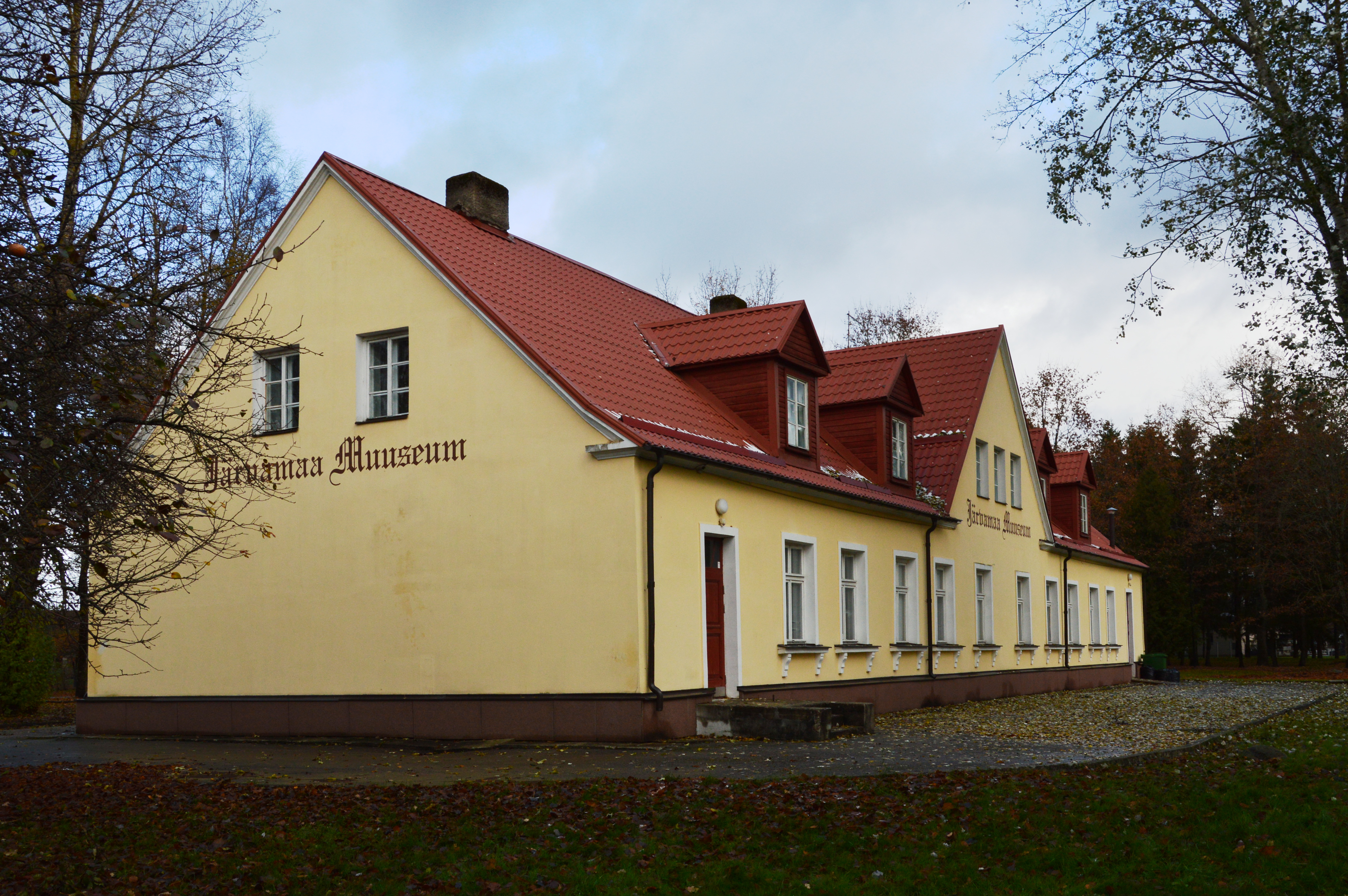